# Danh sách dịch bệnh
Bài viết này là một danh sách ca tử vong do bệnh truyền nhiễm gây ra. Danh sách này không bao gồm các bệnh không truyền nhiễm phổ biến như bệnh tim mạch và ung thư.
Dịch bệnh đáng chú ý đầu tiên trong danh sách này là bệnh dịch thành Athens (429–426 TCN) với con số tử vong từ 75 đến 100 nghìn người, cho đến nay vẫn chưa rõ căn bệnh gây ra hậu quả này. Một căn bệnh không rõ khác (được cho là đậu mùa) đã lây lan trong khoảng 165–180 (có thể đến tận năm 190) tại Đế quốc La Mã và giết khoảng 5 đến 10 triệu người. Một căn bệnh cũng được cho là đậu mùa đã giết ít nhất 1 triệu người ở châu Âu từ năm 250 đến 266. Trong khoảng 735–737, đậu mùa làm giảm 1/3 dân số Nhật Bản, tương đương với 2 triệu nhân khẩu. Tính riêng từ năm 1877 đến 1977, có khoảng 500 triệu ca tử vong do đậu mùa. Năm 1520, đậu mùa đã khiến 40% dân số México tử vong; quốc gia này sau đó ghi nhận thêm 2 dịch bệnh không rõ nguyên nhân lần lượt giết chết khoảng 80% và 50% dân số toàn quốc. Ba dịch bệnh này cùng với một số cơn dịch sau đó ở Mexico (lúc bấy giờ là một phần lãnh thổ của Tân Tây Ban Nha) ngày nay được gọi chung là cocoliztli (trong tiếng Nahuatl có nghĩa là loài gây hại hoặc bệnh dịch).
Ba đợt bùng phát dịch hạch trong lịch sử đã được gọi là đại dịch. Lần thứ nhất vào năm 541 đã chấm dứt cuộc đời của 25 đến 100 triệu người, trong đó có 40–50% dân số châu Âu. Lần thứ hai bắt đầu với Cái Chết Đen (1331–1353) giết chết từ 75 đến 200 triệu người, bao gồm 10–60% dân số châu Âu và sau đó là một loạt các đợt bùng phát từ năm 1360 đến 1835, mỗi đợt gây ra cái chết cho hàng nghìn cho đến cả triệu người. Lần thứ ba (1855–1860) lây lan toàn cầu và khiến 10 triệu người ở Ấn Độ cùng 2 triệu người khác ở Trung Quốc qua đời. Từ năm 1816 đến năm 1975, liên tục xảy ra ba đại dịch bệnh tả ở nhiều nơi trên khắp thế giới. Bốn trong số đó đã lấy đi sinh mạng của ít nhất 100 nghìn người, đặc biệt lần thứ ba vượt ngưỡng 1 triệu; đợt bùng phát thứ năm giết chết ít nhất 9.400 người và hai đại dịch còn lại không rõ số ca tử vong. Bệnh cúm cũng đã nhiều lần bùng phát với số lượng người tử vong đáng kể: hơn 1 triệu người ra đi vì căn bệnh này vào năm 1889–1890, đại dịch cúm Tây Ban Nha 1918 khiến 17 đến 100 triệu người qua đời, lần lượt có thêm 2 và 1 triệu người nữa mất vào năm 1957–1958 và 1968–1969, gần đây nhất 151.700 đến 575.400 người đã chết trong đại dịch 2009. Bệnh viêm não đã giết 1,5 triệu người trong khoảng 1915–1926. Từ năm 1960 đến nay, hơn 32 triệu người trên toàn cầu đã không qua khỏi bệnh HIV/AIDS.

## Thế kỷ 15 trở về trước
| Số ca tử vong (ước tính)                     | Địa điểm                                                                    | Thời gian                    | Sự kiện                           | Bệnh                                                                        | Nguồn                |
| -------------------------------------------- | --------------------------------------------------------------------------- | ---------------------------- | --------------------------------- | --------------------------------------------------------------------------- | -------------------- |
| 75.000–100.000                               | Hy Lạp                                                                      | 429–426 TCN                  | Bệnh dịch thành Athens            | Không biết, có thể là sốt phát ban, thương hàn hoặc sốt xuất huyết do virus | [ 1 ] [ 2 ] [ 3 ]    |
|                                              | Hy Lạp (Bắc Hy Lạp, Cộng hòa La Mã)                                         | 412 TCN                      | Dịch bệnh 412 TCN                 | Không biết, có thể là cúm                                                   | [ 32 ]               |
| 5–10 triệu                                   | Đế quốc La Mã                                                               | 165–180 (có thể đến tận 190) | Đại dịch Antonine                 | Không biết, có thể là đậu mùa                                               | [ 4 ]                |
| 1 triệu +                                    | Châu Âu                                                                     | 250–266                      | Bệnh dịch Cyprian                 | Không biết, có thể là đậu mùa                                               | [ 5 ] [ 33 ]         |
| 25–100 triệu; 40–50% dân số châu Âu          | Châu Âu và Tây Nam Á                                                        | 541–542                      | Bệnh dịch Justinianus             | Dịch hạch                                                                   | [ 17 ] [ 18 ] [ 19 ] |
|                                              | Quần đảo Anh                                                                | 664–689                      | Bệnh dịch 664                     | Dịch hạch                                                                   | [ 34 ]               |
| 2 triệu (xấp xỉ 1⁄3 toàn bộ dân số Nhật Bản) | Nhật Bản                                                                    | 735–737                      | Đại dịch đậu mùa Nhật Bản 735–737 | Đậu mùa                                                                     | [ 6 ] [ 7 ]          |
|                                              | Đế quốc Đông La Mã, Tây Á, châu Phi                                         | 746–747                      | Bệnh dịch 746–747                 | Dịch hạch                                                                   | [ 35 ]               |
| 75–200 triệu (10–60% dân số châu Âu)         | Châu Âu, châu Á và Bắc Phi                                                  | 1331–1353                    | Cái Chết Đen                      | Dịch hạch                                                                   | [ 20 ]               |
| 10.000 +                                     | Vương quốc Liên hiệp Anh và Bắc Ireland (Anh) và tiếp đó là châu Âu lục địa | 1485–1551                    | Bùng phát nhiều lần               | Bệnh sốt đổ mồ hôi                                                          | [ 36 ]               |

## Thế kỷ 16 và 17
| Số ca tử vong (ước tính) | Địa điểm          | Thời gian | Sự kiện                                        | Bệnh | Nguồn                       |
| ------------------------ | ----------------- | --------- | ---------------------------------------------- | --- | --------------------------- |
| 5–8 triệu (40% dân số)   | Mexico            | 1520      | Dịch đậu mùa 1520                              | Đậu mùa | [ 12 ]                      |
| 5–15 triệu (80% dân số)  | Mexico            | 1545–1548 | Dịch bệnh cocoliztli 1545–1548                 | Có khả năng là Salmonella enterica | [ 13 ] [ 14 ] [ 15 ] [ 16 ] |
| > 20.100                 | Luân Đôn          | 1563–1564 | Dịch hạch ở Luân Đôn 1563                      | Dịch hạch |                             |
| 2–2,5 triệu (50% dân số) | Mexico            | 1576–1580 | Dịch bệnh cocoliztli 1576                      | Có khả năng là Salmonella enterica | [ 13 ] [ 14 ] [ 15 ] [ 16 ] |
| 5000–9000                | Tenerife          | 1582-1583 | Bệnh dịch hạch San Cristóbal de La Laguna 1582 | Dịch hạch | [ 37 ]                      |
|                          | Bắc Mỹ            | 1592–1596 |                                                | Sởi | [ 38 ]                      |
| 3.000                    | Malta             | 1592–1593 | Dịch hạch Malta 1592–1593                      | Dịch hạch | [ 39 ]                      |
| > 19.900                 | Luân Đôn          | 1592–1593 | Dịch hạch Luân Đôn 1592–1593                   | Dịch hạch |                             |
|                          | Tây Ban Nha       | 1596–1602 |                                                | Dịch hạch | [ 40 ]                      |
| Nam Mỹ                   | 1600–1650         |           | Sốt rét                                        | [ 41 ] |                             |
| Anh                      | 1603              |           | Dịch hạch                                      | [ 42 ] |                             |
| Ai Cập                   | 1609              |           | Dịch hạch                                      | |                             |
| 30–90% dân số            | New England       | 1616–1620 | Dịch bệnh New England 1616                     | Không biết. Nghiên cứu gần đây cho rằng đó là leptospirosis với hội chứng Weil. Những đề xuất trước đó gồm sốt vàng, bệnh dịch hạch thể hạch, cúm, đậu mùa, thủy đậu, sốt phát ban và bệnh kết hợp giữa viêm gan siêu vi B với viêm gan siêu vi D. | [ 43 ] [ 44 ]               |
| 280.000                  | Ý                 | 1629–1631 | Dịch hạch Ý 1629–1631                          | Dịch hạch | [ 45 ]                      |
| 15.000–25.000            | Wyandot people    | 1634      |                                                | Đậu mùa | [ 46 ]                      |
|                          | Mười ba thuộc địa | 1633      | Dịch đậu mùa Massachusetts                     | Đậu mùa |                             |
|                          | Anh               | 1636      |                                                | Dịch hạch | [ 47 ]                      |
|                          | Trung Quốc        | 1641–1644 |                                                | Dịch hạch | [ 48 ]                      |
|                          | Tây Ban Nha       | 1647–1652 | Đại dịch hạch Seville                          | Dịch hạch |                             |
|                          | Trung Mỹ          | 1648      |                                                | Sốt vàng | [ 49 ]                      |
|                          | Ý                 | 1656      | Dịch hạch Naples                               | Dịch hạch | [ 50 ]                      |
|                          | Mười ba thuộc địa | 1657      |                                                | Sởi | [ 51 ]                      |
| 24.148                   | Hà Lan            | 1663–1664 |                                                | Dịch hạch |                             |
| 100.000                  | Anh               | 1665–1666 | Đại dịch hạch ở Luân Đôn                       | Dịch hạch | [ 54 ]                      |
| 40.000                   | Pháp              | 1668      |                                                | Dịch hạch | [ 55 ]                      |
| 11.300                   | Malta             | 1675–1676 | Dịch hạch Malta 1675–76                        | Dịch hạch | [ 56 ]                      |
|                          | Tây Ban Nha       | 1676–1685 |                                                | Dịch hạch | [ 57 ]                      |
| 76.000                   | Áo                | 1679      | Đại dịch hạch Vienna                           | Dịch hạch |                             |
|                          | Mười ba thuộc địa | 1687      |                                                | Sởi | [ 58 ]                      |
| Mười ba thuộc địa        | 1690              |           | Sốt vàng                                       | |                             |

## Thế kỷ 18
| Số ca tử vong (ước tính) | Địa điểm                    | Thời gian      | Sự kiện                              | Bệnh                | Nguồn  |
| ------------------------ | --------------------------- | -------------- | ------------------------------------ | ------------------- | ------ |
|                          | Canada, Tân Pháp            | 1702–1703      |                                      | Đậu mùa             | [ 59 ] |
| > 18.000 (36% dân số)    | Iceland                     | 1707–1709      | Dịch đậu mùa lớn                     | Đậu mùa             |        |
|                          | Đan Mạch, Thụy Điển, Litva  | 1710–1712      | Bùng phát dịch hạch Đại chiến Bắc Âu | Dịch hạch           |        |
|                          | Mười ba thuộc địa           | 1713–1715      |                                      | Sởi                 | [ 60 ] |
|                          | Canada, Tân Pháp            | 1714–1715      |                                      | Sởi                 | [ 61 ] |
| >100.000                 | Pháp                        | 1720–1722      | Đại dịch hạch Marseille              | Dịch hạch           | [ 62 ] |
|                          | Mười ba thuộc địa           | 1721–1722      |                                      | Đậu mùa             | [ 63 ] |
|                          | Mười ba thuộc địa           | 1729           |                                      | Sởi                 | [ 64 ] |
|                          | Tây Ban Nha                 | 1730           |                                      | Sốt vàng            |        |
|                          | Mười ba thuộc địa           | 1732–1733      |                                      | Cúm                 | [ 65 ] |
|                          | Canada, Tân Pháp            | 1733           |                                      | Đậu mùa             | [ 66 ] |
| > 50.000                 | Balkans                     | 1738           | Đại dịch hạch 1738                   | Dịch hạch           |        |
|                          | Mười ba thuộc địa           | 1738           |                                      | Đậu mùa             | [ 67 ] |
|                          | Mười ba thuộc địa           | 1739–1740      |                                      | Sởi                 |        |
|                          | Ý                           | 1743           |                                      | Dịch hạch           | [ 68 ] |
|                          | Mười ba thuộc địa           | 1747           |                                      | Sởi                 |        |
|                          | Bắc Mỹ                      | 1755–1756      |                                      | Đậu mùa             |        |
|                          | Bắc Mỹ                      | 1759           |                                      | Sởi                 | [ 69 ] |
|                          | Bắc Mỹ, Tây Ấn              | 1761           |                                      | Cúm                 |        |
|                          | Bắc Mỹ, Pittsburgh ngày nay | 1763           |                                      | Đậu mùa             | [ 70 ] |
| > 50.000                 | Nga                         | 1770–1772      | Dịch hạch Nga 1770–1772              | Dịch hạch           |        |
|                          | Tây Bắc Thái Bình Dương     | Thập niên 1770 |                                      | Đậu mùa             | [ 71 ] |
|                          | Bắc Mỹ                      | 1772           |                                      | Sởi                 |        |
| > 2.000.000              | Persia                      | 1772           | Dịch hạch Persia 1772–1773           | Dịch hạch           | [ 72 ] |
|                          | Anh                         | 1775–1776      |                                      | Cúm                 | [ 73 ] |
|                          | Tây Ban Nha                 | 1778           |                                      | Bệnh dengue         | [ 74 ] |
|                          | Bắc Mỹ                      | 1775–1782      | Dịch đậu mùa Bắc Mỹ 1775–1782        | Đậu mùa             | [ 75 ] |
|                          | Tây Nam Hoa Kỳ              | 1788           |                                      | Đậu mùa             | [ 76 ] |
|                          | Hoa Kỳ                      | 1788           |                                      | Sởi                 |        |
|                          | New South Wales, Úc         | 1789–1790      |                                      | Đậu mùa             | [ 77 ] |
|                          | Hoa Kỳ                      | 1793           |                                      | Cúm và sốt phát ban |        |
|                          | Hoa Kỳ                      | 1793–1798      | Dịch sốt vàng Philadelphia 1793      | Sốt vàng            | [ 78 ] |

## Thế kỷ 19
| Số ca tử vong (ước tính)                   | Địa điểm                        | Thời gian | Sự kiện                                  | Bệnh                    | Nguồn         |
| ------------------------------------------ | ------------------------------- | --------- | ---------------------------------------- | ----------------------- | ------------- |
|                                            | Tây Ban Nha                     | 1800–1803 |                                          | Sốt vàng                | [ 79 ]        |
|                                            | Đế quốc Ottoman, Ai Cập         | 1801      |                                          | Bệnh dịch hạch thể hạch | [ 80 ]        |
|                                            | Hoa Kỳ                          | 1803      |                                          | Sốt vàng                |               |
|                                            | Ai Cập                          | 1812      |                                          | Dịch hạch               |               |
|                                            | Đế quốc Ottoman                 | 1812–1819 | Dịch hạch Ottoman 1812–1819              | Dịch hạch               | [ 81 ]        |
| 4.500                                      | Malta                           | 1813–1814 | Dịch hạch Malta 1813–1814                | Dịch hạch               |               |
| 60.000                                     | România                         | 1813      | Dịch hạch Caragea                        | Dịch hạch               |               |
|                                            | Ireland                         | 1816–1819 |                                          | Sốt phát ban            |               |
| > 100.000                                  | Châu Á, châu Âu                 | 1817–1824 | Đại dịch bệnh tả 1817–1824               | Bệnh tả                 | [ 23 ]        |
|                                            | Hoa Kỳ                          | 1820–1823 |                                          | Sốt vàng                |               |
|                                            | Tây Ban Nha                     | 1821      |                                          | Sốt vàng                | [ 82 ]        |
| > 100.000                                  | Châu Á, châu Âu, Bắc Mỹ         | 1826–1837 | Đại dịch bệnh tả 1826–1837               | Bệnh tả                 | [ 23 ]        |
|                                            | New South Wales, Úc             | 1828      |                                          | Bệnh tả                 | [ 83 ]        |
|                                            | Hà Lan                          | 1829      | Dịch bệnh Groningen                      | Bệnh tả                 |               |
|                                            | Nam Úc                          | 1829      |                                          | Bệnh tả                 | [ 84 ]        |
|                                            | Iran                            | 1829–1835 |                                          | Bệnh tả                 | [ 85 ]        |
|                                            | Ai Cập                          | 1831      |                                          | Bệnh tả                 | [ 86 ] [ 87 ] |
|                                            | Bắc Mỹ                          | 1831–1834 |                                          | Đậu mùa                 |               |
|                                            | Anh, Pháp                       | 1832      |                                          | Bệnh tả                 |               |
|                                            | Bắc Mỹ                          | 1832      |                                          | Bệnh tả                 | [ 88 ]        |
|                                            | Hoa Kỳ                          | 1833      |                                          | Bệnh tả                 |               |
|                                            | Hoa Kỳ                          | 1834      |                                          | Bệnh tả                 |               |
|                                            | Ai Cập                          | 1834–1836 |                                          | Bệnh dịch hạch thể hạch | [ 86 ] [ 87 ] |
|                                            | Hoa Kỳ                          | 1837      |                                          | Sốt phát ban            |               |
|                                            | Đại Bình nguyên Bắc Mỹ          | 1837–1838 | Dịch đậu mùa Đại Bình nguyên Bắc Mỹ 1837 | Đậu mùa                 | [ 89 ]        |
|                                            | Dalmatia                        | 1840      |                                          | Dịch hạch               |               |
|                                            | Nam Phi                         | 1840      |                                          | Đậu mùa                 |               |
|                                            | Hoa Kỳ                          | 1841      |                                          | Sốt vàng                |               |
| 1.000.000                                  | Nga                             | 1846–1860 | Đại dịch bệnh tả 1846–1860               | Bệnh tả                 | [ 23 ]        |
| > 20.000                                   | Canada                          | 1847–1848 | Dịch sốt phát ban 1847                   | Sốt phát ban            | [ 90 ]        |
|                                            | Hoa Kỳ                          | 1847      |                                          | Sốt vàng                |               |
|                                            | Toàn cầu                        | 1847–1848 |                                          | Cúm                     | [ 91 ]        |
|                                            | Ai Cập                          | 1848      |                                          | Bệnh tả                 | [ 86 ] [ 87 ] |
|                                            | Bắc Mỹ                          | 1848–1849 |                                          | Bệnh tả                 |               |
|                                            | Hoa Kỳ                          | 1850      |                                          | Sốt vàng                |               |
|                                            | Bắc Mỹ                          | 1850–1851 |                                          | Cúm                     |               |
|                                            | Hoa Kỳ                          | 1851      |                                          | Bệnh tả                 | [ 92 ]        |
|                                            | Hoa Kỳ                          | 1852      |                                          | Sốt vàng                |               |
|                                            | Đế quốc Ottoman                 | 1853      |                                          | Dịch hạch               | [ 93 ]        |
| 4.737                                      | Copenhagen, Đan Mạch            | 1853      | Bùng phát bệnh tả Copenhagen 1853        | Bệnh tả                 | [ 94 ]        |
| 616                                        | Anh                             | 1854      | Bùng phát bệnh tả Broad Street 1854      | Bệnh tả                 | [ 95 ]        |
|                                            | Hoa Kỳ                          | 1855      |                                          | Sốt vàng                |               |
| >12 triệu tính riêng ở Ấn Độ và Trung Quốc | Toàn cầu                        | 1855–1860 | Đại dịch hạch thứ ba                     | Bệnh dịch hạch thể hạch | [ 21 ] [ 22 ] |
|                                            | Portugal                        | 1857      |                                          | Sốt vàng                |               |
|                                            | Victoria, Úc                    | 1857      |                                          | Đậu mùa                 | [ 96 ]        |
|                                            | Châu Âu, Bắc Mỹ, Nam Mỹ         | 1857–1859 |                                          | Cúm                     | [ 97 ]        |
| > 3.000                                    | Central Coast, British Columbia | 1862–1863 |                                          | Đậu mùa                 | [ 98 ]        |
|                                            | Trung Đông                      | 1863–1875 | Đại dịch bệnh tả 1863–1875               | Bệnh tả                 | [ 23 ]        |
|                                            | Ai Cập                          | 1865      |                                          | Bệnh tả                 | [ 86 ] [ 87 ] |
|                                            | Nga, Đức                        | 1866–1867 |                                          | Bệnh tả                 |               |
|                                            | Úc                              | 1867      |                                          | Sởi                     |               |
|                                            | Iraq                            | 1867      |                                          | Dịch hạch               | [ 99 ]        |
|                                            | Argentina                       | 1852–1871 |                                          | Sốt vàng                | [ 100 ]       |
|                                            | Đức                             | 1870–1871 |                                          | Đậu mùa                 |               |
| 40.000                                     | Fiji                            | 1875      | Bùng phát sởi Fiji 1875                  | Sởi                     | [ 101 ]       |
|                                            | Đế quốc Nga                     | 1877      |                                          | Dịch hạch               | [ 102 ]       |
|                                            | Ai Cập                          | 1881      |                                          | Bệnh tả                 | [ 86 ] [ 87 ] |
| > 9.000                                    | Ấn Độ, Đức                      | 1881–1896 | Đại dịch bệnh tả 1881–1896               | Bệnh tả                 | [ 23 ]        |
| 3.164                                      | Montréal                        | 1885      |                                          | Đậu mùa                 |               |
| 1.000.000                                  | Toàn cầu                        | 1889–1890 | Đại dịch cúm 1889–1890                   | Cúm                     | [ 24 ]        |
|                                            | Tây Phi                         | 1900      |                                          | Sốt vàng                |               |

## Thế kỷ 20
| Số ca tử vong (ước tính) | Địa điểm                  | Thời gian                    | Sự kiện                                            | Bệnh                    | Nguồn                     |
| ------------------------ | ------------------------- | ---------------------------- | -------------------------------------------------- | ----------------------- | ------------------------- |
|                          | Congo Basin               | 1896–1906                    |                                                    | Trypanosomiasis         | [ 103 ]                   |
| > 800.000                | Châu Âu, châu Á, châu Phi | 1899–1923                    | Đại dịch bệnh tả 1899–1923                         | Bệnh tả                 | [ 23 ]                    |
| 113                      | San Francisco             | 1900–1904                    | Bệnh dịch San Francisco 1900–1904                  | Bệnh dịch hạch thể hạch | [ 104 ]                   |
|                          | Uganda                    | 1900–1920                    |                                                    | Trypanosomiasis         | [ 105 ]                   |
|                          | Ai Cập                    | 1902                         |                                                    | Bệnh tả                 | [ 86 ] [ 87 ]             |
| 22                       | Ấn Độ                     | 1903                         |                                                    | Bệnh dịch hạch thể hạch | [ 106 ]                   |
| 4                        | Fremantle                 | 1903                         |                                                    | Bệnh dịch hạch thể hạch | [ 107 ]                   |
| 40.000                   | Trung Quốc                | 1910–1912                    | Dịch hạch Trung Quốc 1910                          | Bệnh dịch hạch thể hạch | [ 108 ]                   |
| 1.500.000                | Toàn cầu                  | 1915–1926                    | Đại dịch viêm não lethargica 1915                  | Viêm não lethargica     | [ 30 ]                    |
| > 7.000                  | Hoa Kỳ                    | 1916                         |                                                    | Bại liệt                | [ 109 ]                   |
| 17.000.000–100.000.000   | Toàn cầu                  | 1918–1920                    | Đại dịch cúm Tây Ban Nha 1918                      | Virus cúm A H1N1        | [ 25 ] [ 26 ] [ 27 ]      |
|                          | Nga                       | 1918–1922                    |                                                    | Sốt phát ban            |                           |
| 30                       | Los Angeles               | 1924                         | Bùng phát bệnh dịch hạch thể phổi Los Angeles 1924 | Bệnh dịch hạch thể phổi |                           |
| 43                       | Croydon, Anh Quốc         | 1937                         | Dịch thương hàn ở Croydon 1937                     | Thương hàn              | [ 110 ]                   |
|                          | Ai Cập                    | 1942–1944                    |                                                    | Sốt rét                 | [ 86 ] [ 87 ]             |
|                          | Trung Quốc                | 1946                         |                                                    | Bệnh dịch hạch thể hạch |                           |
|                          | Ai Cập                    | 1946                         |                                                    | Sốt tái phát            | [ 86 ] [ 87 ]             |
| 1.845                    | Hoa Kỳ                    | 1946                         |                                                    | Bại liệt                | [ 109 ]                   |
|                          | Ai Cập                    | 1947                         |                                                    | Bệnh tả                 | [ 86 ] [ 87 ]             |
| 2.720                    | Hoa Kỳ                    | 1949                         |                                                    | Bại liệt                | [ 109 ]                   |
| 3.145                    | Hoa Kỳ                    | 1952                         |                                                    | Bại liệt                | [ 109 ]                   |
| 2.000.000                | Toàn cầu                  | 1957–1958                    | Đại dịch cúm 1957–1958                             | Virus cúm A H2N2        | [ 28 ]                    |
|                          | Toàn cầu                  | 1961–1975                    | Đại dịch bệnh tả 1961–1975                         | Bệnh tả (chủng El Tor)  | [ 23 ]                    |
| 500.000.000              | Toàn cầu                  | 1877–1977                    |                                                    | Đậu mùa                 | [ 8 ] [ 9 ] [ 10 ] [ 11 ] |
| 1.000.000                | Toàn cầu                  | 1968–1969                    | Đại dịch cúm 1968                                  | Virus cúm A H3N2        | [ 28 ]                    |
| 5                        | Hà Lan                    | 1971                         |                                                    | Bại liệt                | [ 111 ]                   |
| 35                       | Nam Tư                    | 1972                         | Đại dịch đậu mùa Nam Tư 1972                       | Đậu mùa                 |                           |
| 1.027                    | Hoa Kỳ                    | 1972–1973                    | Dịch cúm Luân Đôn                                  | Virus cúm A H3N2        | [ 112 ]                   |
| 24                       | Ý                         | 1973                         |                                                    | El Tor                  |                           |
| 15.000                   | Ấn Độ                     | 1974                         | Dịch đậu mùa ở Ấn Độ 1974                          | Đậu mùa                 | [ 113 ]                   |
| > 32.000.000             | Toàn cầu                  | 1960–nay (tính đến năm 2020) | Đại dịch HIV/AIDS                                  | HIV/AIDS                | [ 31 ]                    |
| 64                       | Tây Sahara                | 1984                         |                                                    | Dịch hạch               |                           |
| 52                       | Ấn Độ                     | 1994                         | Dịch hạch ở Ấn Độ 1994                             | Dịch hạch               | [ 114 ]                   |
| 231                      | Anh Quốc                  | 1996–2001                    | Bùng phát BSE ở Anh Quốc                           | vCJD                    |                           |
|                          | Tây Phi                   | 1996                         |                                                    | Viêm màng não           |                           |
| 105                      | Malaysia                  | 1998–1999                    | Bùng phát virus Nipah ở Malaysia 1998–1999         | Nhiễm virus Nipah       | [ 115 ]                   |
|                          | Trung Mỹ                  | 2000                         |                                                    | Bệnh dengue             | [ 116 ]                   |

## Thế kỷ 21
| Số ca tử vong (ước tính)                   | Địa điểm                                                    | Thời gian            | Sự kiện                                                         | Bệnh                                                            | Nguồn                           |
| ------------------------------------------ | ----------------------------------------------------------- | -------------------- | --------------------------------------------------------------- | --------------------------------------------------------------- | ------------------------------- |
| > 400                                      | Nigeria                                                     | 2001                 |                                                                 | Bệnh tả                                                         | [ 117 ]                         |
|                                            | Nam Phi                                                     | 2001                 |                                                                 | Bệnh tả                                                         | [ 118 ]                         |
| 774                                        | Toàn cầu                                                    | 2002–2004            | Dịch SARS 2002–2004                                             | Hội chứng hô hấp cấp tính nặng                                  | [ 119 ]                         |
|                                            | Algeria                                                     | 2003                 |                                                                 | Dịch hạch                                                       | [ 120 ]                         |
|                                            | Afghanistan                                                 | 2004                 |                                                                 | Leishmaniasis                                                   | [ 121 ]                         |
|                                            | Bangladesh                                                  | 2004                 |                                                                 | Bệnh tả                                                         | [ 122 ]                         |
|                                            | Indonesia                                                   | 2004                 |                                                                 | Bệnh dengue                                                     | [ 123 ]                         |
|                                            | Sénégal                                                     | 2004                 |                                                                 | Bệnh tả                                                         | [ 124 ]                         |
| 7                                          | Sudan                                                       | 2004                 |                                                                 | Ebola                                                           | [ 125 ]                         |
|                                            | Mali                                                        | 2005                 |                                                                 | Sốt vàng                                                        | [ 126 ]                         |
| 27                                         | Singapore                                                   | 2005                 | Bùng phát bệnh dengue ở Singapore 2005                          | Bệnh dengue                                                     | [ 127 ]                         |
|                                            | Luanda, Angola                                              | 2006                 |                                                                 | Bệnh tả                                                         | [ 128 ]                         |
| 61                                         | Ituri, Cộng hòa Dân chủ Congo                               | 2006                 |                                                                 | Dịch hạch                                                       | [ 129 ] [ 130 ]                 |
| 17                                         | Ấn Độ                                                       | 2006                 |                                                                 | Sốt rét                                                         | [ 131 ]                         |
| > 50                                       | Ấn Độ                                                       | 2006                 | Bùng phát bệnh dengue ở Ấn Độ 2006                              | Bệnh dengue                                                     | [ 132 ]                         |
|                                            | Ấn Độ                                                       | 2006                 | Các đợt bùng phát chikungunya                                   | Chikungunya                                                     | [ 133 ]                         |
| > 50                                       | Pakistan                                                    | 2006                 | Bùng phát bệnh dengue ở Pakistan 2006                           | Bệnh dengue                                                     | [ 134 ]                         |
|                                            | Philippines                                                 | 2006                 |                                                                 | Bệnh dengue                                                     | [ 135 ]                         |
| 187                                        | Cộng hòa Dân chủ Congo                                      | 2007                 | Bùng phát Ebola ở Mweka                                         | Ebola                                                           | [ 136 ]                         |
|                                            | Ethiopia                                                    | 2007                 |                                                                 | Bệnh tả                                                         | [ 137 ]                         |
| 49                                         | Ấn Độ                                                       | 2008                 |                                                                 | Bệnh tả                                                         | [ 138 ]                         |
| 10                                         | Iraq                                                        | 2007                 | Dịch bệnh tả ở Iraq 2007                                        | Bệnh tả                                                         | [ 139 ]                         |
|                                            | Nigeria                                                     | 2007                 |                                                                 | Bại liệt                                                        | [ 140 ]                         |
|                                            | Puerto Rico, Cộng hòa Dominica, Mexico                      | 2007                 |                                                                 | Bệnh dengue                                                     | [ 141 ]                         |
|                                            | Somalia                                                     | 2007                 |                                                                 | Bệnh tả                                                         | [ 142 ]                         |
| 37                                         | Uganda                                                      | 2007                 |                                                                 | Ebola                                                           | [ 125 ]                         |
|                                            | Việt Nam                                                    | 2007                 |                                                                 | Bệnh tả                                                         | [ 143 ]                         |
|                                            | Brasil                                                      | 2008                 |                                                                 | Bệnh dengue                                                     | [ 144 ]                         |
|                                            | Campuchia                                                   | 2008                 |                                                                 | Bệnh dengue                                                     | [ 145 ]                         |
|                                            | Chad                                                        | 2008                 |                                                                 | Bệnh tả                                                         | [ 146 ]                         |
|                                            | Trung Quốc                                                  | 2008–2017            |                                                                 | Bệnh tay, chân, miệng                                           | [ 147 ]                         |
|                                            | Madagascar                                                  | 2008                 |                                                                 | Bệnh dịch hạch thể hạch                                         | [ 148 ]                         |
|                                            | Philippines                                                 | 2008                 |                                                                 | Bệnh dengue                                                     | [ 149 ]                         |
|                                            | Việt Nam                                                    | 2008                 |                                                                 | Bệnh tả                                                         | [ 150 ]                         |
| 4.293                                      | Zimbabwe                                                    | 2008–2009            | Dịch bệnh tả ở Zimbabwe 2008–2009                               | Bệnh tả                                                         | [ 151 ]                         |
| 18                                         | Bolivia                                                     | 2009                 | Dịch bệnh dengue ở Bolivia 2009                                 | Bệnh dengue                                                     | [ 152 ]                         |
| 49                                         | Ấn Độ                                                       | 2009                 | Bùng phát bệnh viêm gan ở Gujarat 2009                          | Viêm gan siêu vi B                                              | [ 153 ]                         |
|                                            | Queensland, Úc                                              | 2009                 |                                                                 | Bệnh dengue                                                     | [ 154 ]                         |
|                                            | Toàn cầu                                                    | 2009                 | Bùng phát bệnh quai bị thế kỷ 21                                | Quai bị                                                         |                                 |
| 1.100                                      | Tây Phi                                                     | 2009–2010            | Bùng phát bệnh viêm màng não ở Tây Phi 2009–2010                | Viêm màng não                                                   | [ 155 ]                         |
| 151.700–575.400                            | Toàn cầu                                                    | 2009–2010            | Đại dịch cúm 2009                                               | H1N1                                                            | [ 29 ]                          |
| 10.075 (tính đến tháng 5 năm 2017)         | Hispaniola                                                  | 2010–nay             | Dịch bệnh tả ở Haiti thập niên 2010                             | Bệnh tả                                                         | [ 156 ] [ 157 ]                 |
| > 4.500                                    | Cộng hòa Dân chủ Congo                                      | 2010–2014            |                                                                 | Sởi                                                             | [ 158 ] [ 159 ]                 |
| 170                                        | Việt Nam                                                    | 2011–nay             |                                                                 | Bệnh tay, chân, miệng                                           | [ 160 ] [ 161 ]                 |
| > 350                                      | Pakistan                                                    | 2011                 | Bùng phát bệnh dengue ở Pakistan 2011                           | Bệnh dengue                                                     | [ 162 ]                         |
| 171 (tính đến ngày 10 tháng 1 năm 2013)    | Darfur Sudan                                                | 2012                 | Bùng phát bệnh sốt vàng ở Darfur, Sudan 2012                    | Sốt vàng                                                        | [ 163 ]                         |
| 862 (tính đến ngày 13 tháng 1 năm 2020)    | Toàn cầu                                                    | 2012–nay             | Dịch MERS 2012                                                  | Hội chứng hô hấp Trung Đông                                     | [ 164 ] [ 165 ] [ 166 ]         |
| 142                                        | Việt Nam                                                    | 2013–2014            |                                                                 | Sởi                                                             | [ 167 ]                         |
| > 11.300                                   | Toàn cầu, chủ yếu tập trung ở Guinée, Liberia, Sierra Leone | 2013–2016            | Dịch bệnh Ebola tại châu Phi 2014                               | Bệnh do virus Ebola                                             | [ 168 ] [ 169 ] [ 170 ]         |
| 183                                        | Châu Mỹ                                                     | 2013–2015            | Bùng phát chikungunya 2013–2014                                 | Chikungunya                                                     | [ 171 ]                         |
| 40                                         | Madagascar                                                  | 2014–2017            | Dịch hạch ở Madagascar thế kỷ 21                                | Bệnh dịch hạch thể hạch                                         | [ 172 ]                         |
| 36                                         | Ấn Độ                                                       | 2014–2015            | Bùng phát bênh viêm gan ở Odisha 2014                           | Chủ yếu là viêm gan siêu vi E, những cũng có viêm gan siêu vi A | [ 173 ]                         |
| 2.035                                      | Ấn Độ                                                       | 2015                 | Dịch cúm ở Ấn Độ 2015                                           | Virus cúm A H1N1                                                | [ 174 ] [ 175 ] [ 176 ]         |
| ~ 53                                       | Toàn cầu                                                    | 2015–2016            | Bùng phát virus Zika 2015–2016                                  | Virus Zika                                                      | [ 177 ]                         |
| ~ 100 (tính đến ngày 1 tháng 4 năm 2016)   | Angola, Cộng hòa Dân chủ Congo, Trung Quốc, Kenya           | 2016                 | Bùng phát bênh sốt vàng ở Angola và Cộng hòa Dân chủ Congo 2016 | Sốt vàng                                                        | [ 178 ]                         |
| 3.886 (tính đến ngày 30 tháng 11 năm 2019) | Yemen                                                       | 2016–nay             | Dịch bệnh tả ở Yemen, 2016–nay                                  | Bệnh tả                                                         | [ 179 ]                         |
| 64 (tính đến ngày 16 tháng 8 năm 2017)     | Ấn Độ                                                       | 2017                 | Các ca tử vong ở bệnh viện Gorakhpur                            | Viêm não Nhật Bản                                               | [ 180 ]                         |
| 60.000–80.000 +                            | Hoa Kỳ                                                      | 2017–2018            | Mùa cúm Hoa Kỳ 2017–2018                                        | Cúm mùa                                                         | [ 181 ] [ 182 ] [ 183 ] [ 184 ] |
| 18 (tính đến tháng 2 năm 2020)             | Ấn Độ                                                       | 2018                 | Bùng phát virus Nipah tại Kerala 2018                           | Nhiễm virus Nipah                                               | [ 185 ]                         |
| 2.268 (tính đến ngày 16 tháng 3 năm 2020)  | Cộng hòa Dân chủ Congo, Uganda                              | Tháng 8 năm 2018–nay | Bùng phát virus Ebola tại Kivu Cộng hòa Dân chủ Congo 2018–2019 | Bệnh do virus Ebola                                             | [ 186 ] [ 187 ]                 |
| > 6.000 (tính đến tháng 1 năm 2020)        | Cộng hòa Dân chủ Congo                                      | 2019–nay             | Dịch sởi ở Cộng hòa Dân chủ Congo 2019                          | Sởi                                                             | [ 188 ]                         |
| 83                                         | Samoa                                                       | 2019–nay             | Dịch sởi ở Samoa 2019                                           | Sởi                                                             | [ 189 ]                         |
| > 2.000                                    | Châu Á-Thái Bình Dương, Mỹ Latinh                           | 2019–nay             | Dịch bệnh dengue 2019                                           | Bệnh dengue                                                     | [ 190 ] [ 191 ] [ 192 ]         |
| >5.000.000 (Kể từ tháng 11 năm 2021).      | Toàn cầu                                                    | 2019–nay             | Đại dịch COVID-19                                               | Bệnh virus corona 2019                                          | [ 193 ] [ 194 ] [ 195 ]         |